# Couroupita nicaraguarensis
Couroupita nicaraguarensis är en tvåhjärtbladig växtart som beskrevs av Dc.. Couroupita nicaraguarensis ingår i släktet Couroupita, och familjen Lecythidaceae. Inga underarter finns listade i Catalogue of Life.